# Där våldet slutar börjar kärleken
Där våldet slutar börjar kärleken är en svensk dokumentärfilm från 2000 i regi av Maj Wechselmann. Filmen premiärvisades den 29 september 2000 på biografer i Göteborg, Malmö och Stockholm och visades också av Sveriges Television senare samma år.